# Real Audiencia

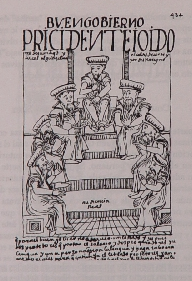
Oidores der Real Audiencia von Lima in der Chronik des Waman Puma de Ayala (1615)

Die Real Audiencia (auch Audiencia Real, kurz Audiencia) war ein königliches kollegiales Rechtsprechungsorgan und Appellationsgericht im Königreich Kastilien und daraus hervorgehend im gesamten Herrschaftsbereich der spanischen Krone. Die Richter einer Audiencia (deutsch: „Anhörung“, verwandt mit Audienz) werden traditionell oidores („Anhörer“) genannt. Noch heute heißen die Berufungsgerichte des zweiten Rechtszugs im spanischen Gerichtswesen Audiencias.

## In Spanien
Die erste Audiencia wurde – einer Anweisung von König Heinrich II. im Jahre 1369 folgend – im Jahr 1371 in Valladolid formell eingerichtet. Sie wurde 1494 von Königin Isabella der Katholischen in zwei Bereiche geteilt: die Audiencia von Valladolid mit Rechtsprechungsbereich nördlich des Flusses Tajo und die Audiencia von Ciudad Real, die 1500 nach Granada verlegt wurde und südlich des genannten Flusses zuständig war. Nach der Vereinigung Kastiliens mit der Krone von Aragonien richtete Karl V. 1528 die Audiencia von Aragonien mit Sitz in Saragossa ein. Unter seinem Sohn Philipp II. wurden Audiencias in allen europäischen und überseeischen Besitzungen der Krone errichtet. Unter anderem entstanden königliche Audiencias auf Sardinien 1564, in Sevilla 1566, in Las Palmas de Gran Canaria 1526, auf Sizilien 1569 und auf Mallorca 1571. Später wurde u. a. 1717 die Audiencia von Asturien und 1790 diejenige der Extremadura eingerichtet.

## In den amerikanischen Kolonien und den Philippinen
In Amerika wurde 1511 die erste Real Audiencia in Santo Domingo auf der Insel Hispaniola eingerichtet. Zwischen 1526 und 1598 kamen unter Karl V. und Philipp II. zahlreiche neue Audiencias im entstehenden Kolonialreich auf dem amerikanischen Kontinent und den Philippinen hinzu: 1527 in Neuspanien (Mexiko-Stadt, ab 1530 unter Vorsitz des Vizekönigs von Neuspanien), 1538 Panama, 1543 Guatemala, 1543 Lima (unter dem Vizekönig von Peru), 1548 Guadalajara (Neugalicien) und Santa Fe de Bogotá, 1559 Charcas (heutiges Sucre, Bolivien), 1563 Quito, 1583 Manila und 1609 die Real Audiencia von Chile in Santiago de Chile (mit einem Vorläufer von 1565 bis 1575 in Concepción). Im 17. und 18. Jahrhundert wurden weitere Reales Audiencias in Buenos Aires, Caracas und Cuzco eingerichtet.
Im Kolonialreich erfüllten die Audiencias neben der Rechtsprechung und Rechtspflege vor allem auch die Funktion, die Oberherrschaft des Königs (und seiner Gesetze) gegenüber den Vizekönigen und Gouverneuren zu vertreten. Die Audiencias bestanden anfänglich aus vier Richtern (oidores) und einem Staatsanwalt (fiscal), denen der jeweilige Vizekönig oder Gouverneur vorstand. In manchen Territorien erhöhte sich die Zahl der Mitglieder mit der Zeit. Über den Audiencias stand nur der Consejo de Indias, der nur in besonderen Einzelfällen als übergeordnete Entscheidungsinstanz angerufen werden konnte und seinerseits die Audiencias und die Vizekönige und Gouverneure kontrollierte und beriet.